# Ludvík Vratislav z Mitrovic
Ludvík Vratislav z Mitrovic (německy Ludwig Graf Wratislaw-Mitrowicz) byl český šlechtic z rodu Vratislavů z Mitrovic.

## Život
Přesné časové zařazení či snad dokonce samotná existence této osoby je poněkud složitější. Jistého hraběte Ludwiga Wratislawa uvádí Andreas Thürheim ve svém spisu „Reiter-Regimentern der k. k. österreichischen Armee“, a to na stranách 272 a 273 ve třetím svazku pojednávajícím o hulánech, kde jej uvádí v roce 1812 v hodnosti podplukovníka (Oberstlieutenant). V roce 1814 jako velitele (Oberts) 9. pluku hulánů, tehdejších hulánů hraběte z Klenové. Týž hrabě byl pak v roce 1815 jmenován pobočním generálem (Generaladjutant) jeho arcivévody Karla Ludvíka Těšínského.
V genealogickém spise hraběcích rodů (Genealogische Taschenbücher der gräflichen Häuser) a v soupisce rytířských rodů Ignáce von Schönfelda („Adelsschematismus“), kde jsou uvedeny všechny linie hrabat Vratislavů v roce 1825 až po praprapředky rodu, nacházíme kromě jednoho hraběte Ludvík z rodu Vratislavů (* 1805), syna hraběte Antonína Františka a Kristýny Festeticsové, ještě jednoho hraběte Ludvíka, kterého není možné časově zařadit v genealogických tabulkách rodu.